# Émile Pouget

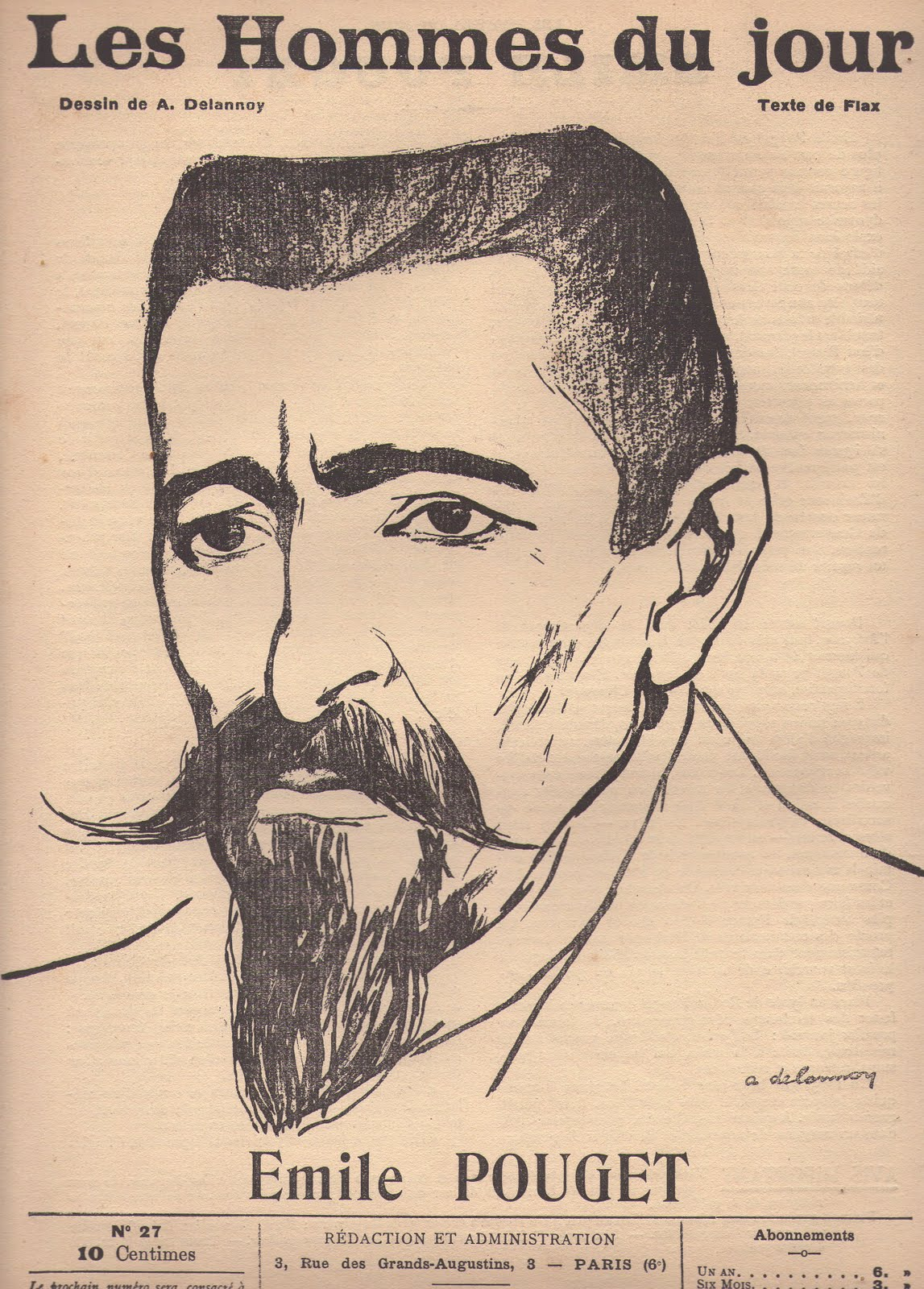
Pouget sportretowany przez Aristide'a Delannoy

Émile Pouget (ur. 12 października 1860 roku w Pont-de-Salars, depart. Aveyron, zm. 21 lipca 1931 roku w Lozère, obecnie część Palaiseau) – francuski anarchista, później syndykalista. W latach 1901–1908 członek kierownictwa CGT.

## Życiorys
Urodzony w rodzinie notariusza. Jeszcze w liceum redagował republikański periodyk „Le Lycéen républicain”. Był jednym z twórców pierwszych związków zawodowych w 1879 roku. W 1881 roku na kongresie anarchistycznym w Londynie związał się z anarchistami. 9 marca 1883 roku wraz z Louise Michel prowadził manifestację głodujących bezrobotnych, która przerodziła się w tzw. „rozruchy chlebowe”, podczas których demonstranci wdzierali się do piekarń wynosząc z nich chleb. W tym samym roku skazany i osadzony w więzieniu, uwolniony na mocy amnestii w 1886 roku. 24 lutego 1889 roku rozpoczął wydawanie tygodnika anarchistycznego „Le Père Peinard”. W 1894 roku po zabójstwie prezydenta Carnota, by uniknąć oskarżenia w procesie trzydziestu, uciekł do Londynu. Po amnestii ogłoszonej w 1895 roku, wrócił do Francji. W latach 1901–1908 był wicesekretarzem CGT. W 1907 roku został redaktorem „La Voix du Peuple”, organu prasowego CGT. Później schorowany i zniechęcony, wycofał się z działalności politycznej.